# Classic Artists - Yes
Classic Artists - Yes, sottotitolo Their Definitive Fully Authorised Story in a 2 Disc Deluxe Set, è un DVD - documentario della progressive rock band Yes uscito nel 2008. Prodotto dalla Image Entertainment, il filmato percorre tutta la carriera della band, dagli inizi, nel '68, fino a Magnification ed il tour triennale che seguì.